# Canadian Expeditionary Force

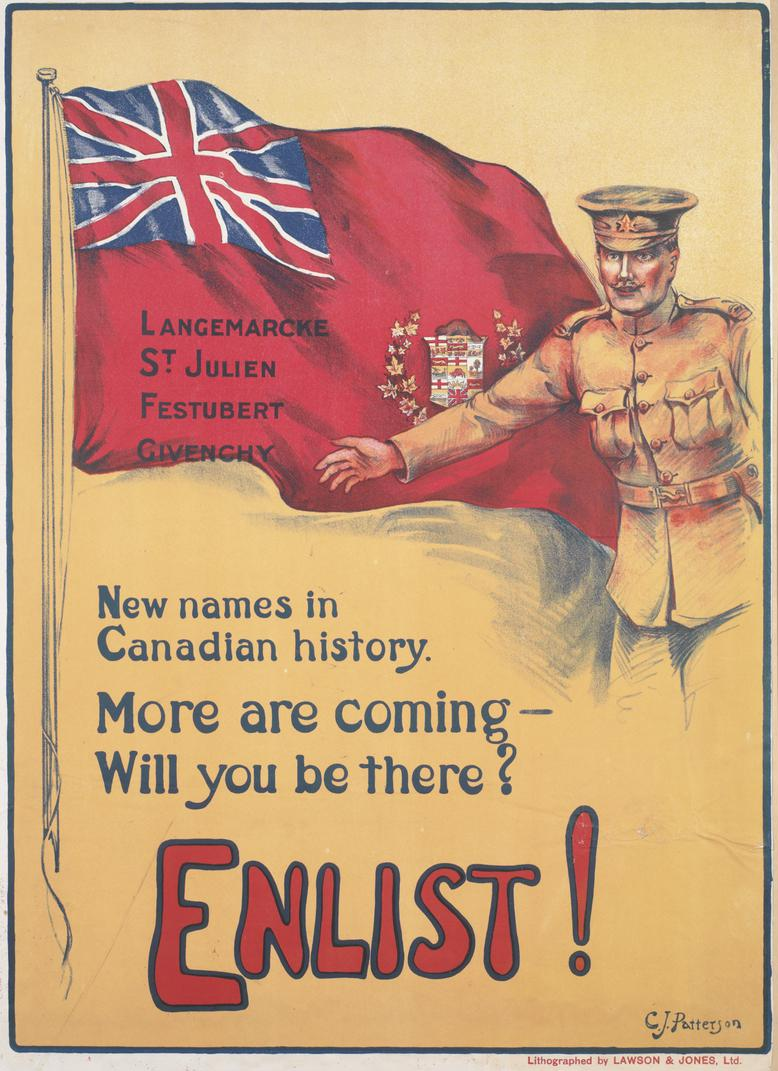
Rekrutierungsposter aus der Zeit des Ersten Weltkriegs

Die Canadian Expeditionary Force (CEF, deutsch etwa: „Kanadisches Expeditionskorps“) war das kanadische Truppenkontingent, das 1914 zur Verteidigung des Britischen Weltreichs im Ersten Weltkrieg aufgestellt wurde.

## Geschichte
In Friedenszeiten verfügte das Dominion Kanada über ein Milizheer, bestehend aus der verschwindend kleinen Permanent Active Militia sowie der Non-Permanent Active Militia und organisiert nach dem britischen Regimentssystem. Die Miliz wurde während des Krieges nicht mobilgemacht, sondern verblieb in Kanada. Stattdessen wurden Kriegsfreiwillige vorwiegend aus der Non-Permanent Active Militia, die 1914 eine autorisierte Stärke von rund 75.000 Mann hatte, rekrutiert und ein Expeditionskorps von zunächst 25.000 Mann zusammengestellt.
Das erste Kontingent der CEF wurde kurz nach dem Kriegsausbruch im August 1914 in Valcartier versammelt und zur Vervollständigung der Ausbildung nach England verschifft. Anfang 1915 begann der Einsatz der Truppen im Grabenkrieg an der Westfront. Die sogenannte Kanadische Division kämpfte im April 1915 in der Zweiten Flandernschlacht. Nach der Ankunft einer weiteren Division wurde sie in 1st Division umbenannt.
Im weiteren Verlauf des Krieges wurden insgesamt vier Divisionen der CEF in Frankreich eingesetzt und unter dem Canadian Corps zusammengefasst. Die 5th Division war in Großbritannien stationiert und wurde zu Ausbildungszwecken benutzt. Später wurde sie aufgelöst und zur Verstärkung der kämpfenden Truppen benutzt.
Die CEF zählte schließlich 260 verschiedene nummerierte Infanterie-Bataillone und zwei benannte Bataillone, 13 Regimenter Kavallerie und zahlreiche weitere Einheiten der Kampfunterstützungstruppen, darunter 13 Bataillone Eisenbahntruppen und fünf Pionier-Bataillone. Des Weiteren dienten zahlreiche Kanadier im Royal Flying Corps und Royal Naval Air Service (später zusammengefasst als Royal Air Force).
Die meisten der rund 620.000 Männer, die in der CEF dienten, waren Freiwillige, erst 1918 erreichten die ersten der rund 24.000 eingesetzten Wehrpflichtigen die Front (vgl. Wehrpflichtkrise von 1917). Die Verluste der CEF an Toten betrugen etwa 60.700 Mann oder etwa 9,3 Prozent.
Die CEF wurde 1919 aufgelöst. Bei der Reorganisation der kanadischen Miliz 1920 wurde ein System kreiert, nach dem deren Regimenter die Tradition der vormaligen CEF-Bataillone fortführen konnten und schließlich auch deren Battle Honours verwenden durften.

## Führung
Die politische Kontrolle über die CEF wurde zu Beginn des Krieges von Kriegsminister Sam Hughes ausgeübt. Im Oktober 1916 wurde für die Belange der CEF der Posten des Minister of Overseas Military Forces geschaffen, den nacheinander George Halsey Perley (1916–1917) und Albert Edward Kemp (1917–1920) innehatten.
Die Führung des Kontingents vor Ort an der Westfront (ab 1915 des Canadian Corps) hatten folgende Generäle inne:
- Edwin Alderson (1914–1916)
- Julian Byng (1916–1917)
- Arthur Currie (1917–1919)